# Žumberk
Žumberk (en allemand : Schumberg) est un bourg (městys) du district de Chrudim, dans la région de Pardubice, en République tchèque. Sa population s'élevait à 272 habitants en 2022.

## Géographie
Žumberk est arrosé par la rivière Ležák et se trouve à 7 km au sud-ouest de Chrast, à 10 km au sud-est de Chrudim, à 19 km au sud-sud-est de Pardubice et à 105 km à l'est-sud-est de Prague.
La commune est limitée par Bítovany au nord, par Zaječice et Smrček à l'est, par Miřetice au sud-est et au sud, et par Nasavrky et Lukavice à l'ouest.

## Histoire
Žumberk a retrouvé son statut de bourg (městys) en 2007.

## Administration
La commune se compose de trois sections :
- Žumberk
- Částkov
- Prostějov

## Galerie

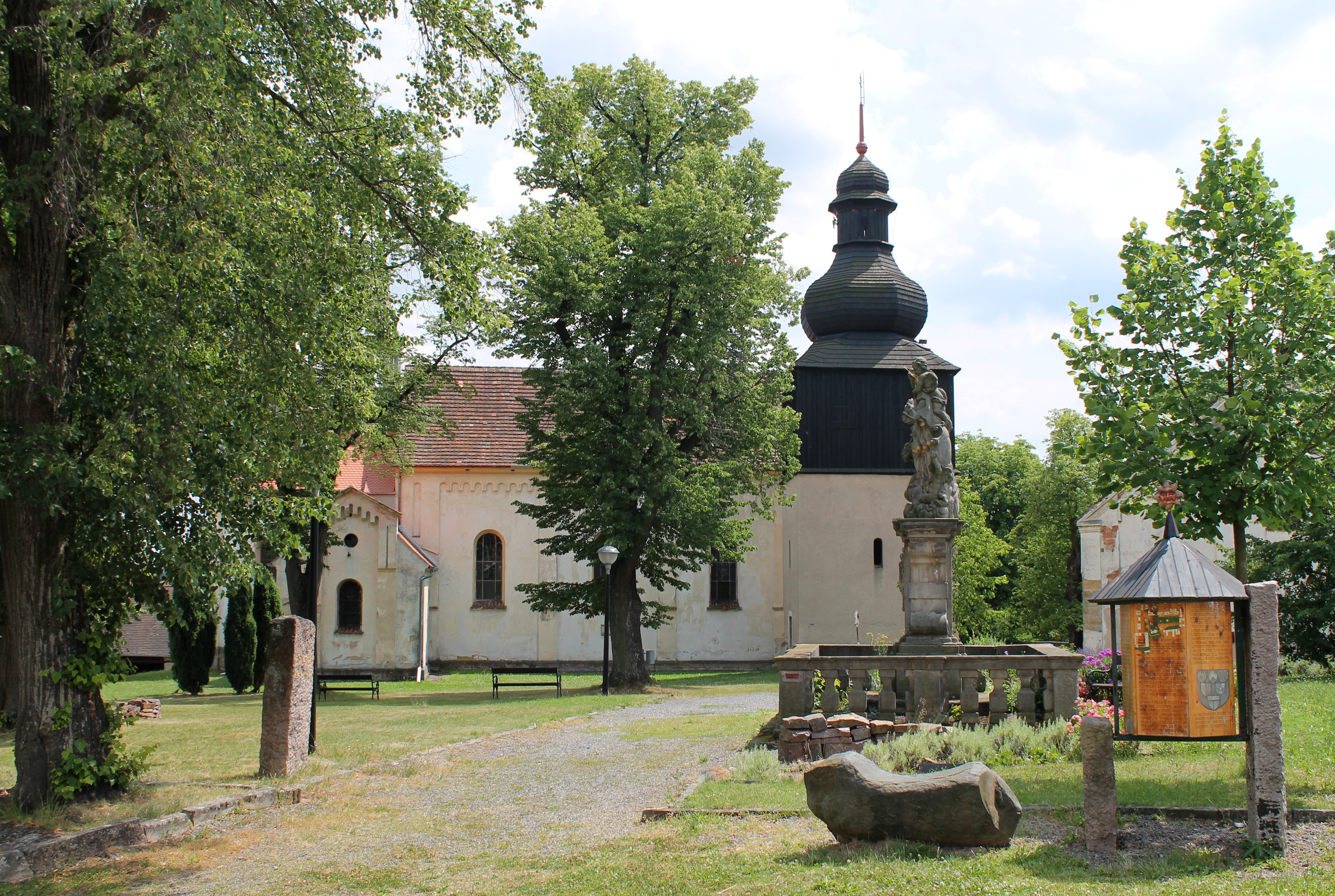
Église de Tous-les-Saints.
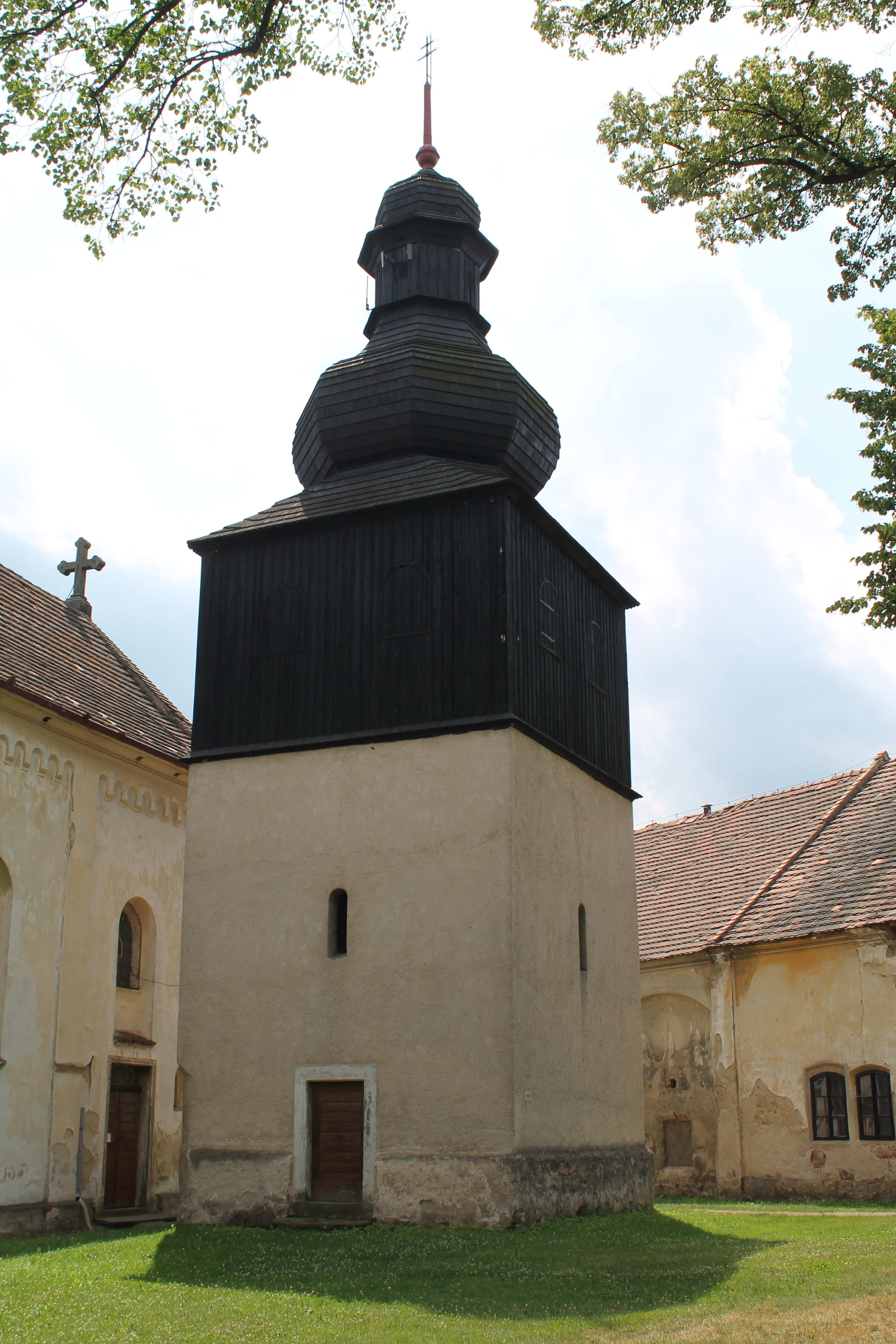
Clocher de l'église.

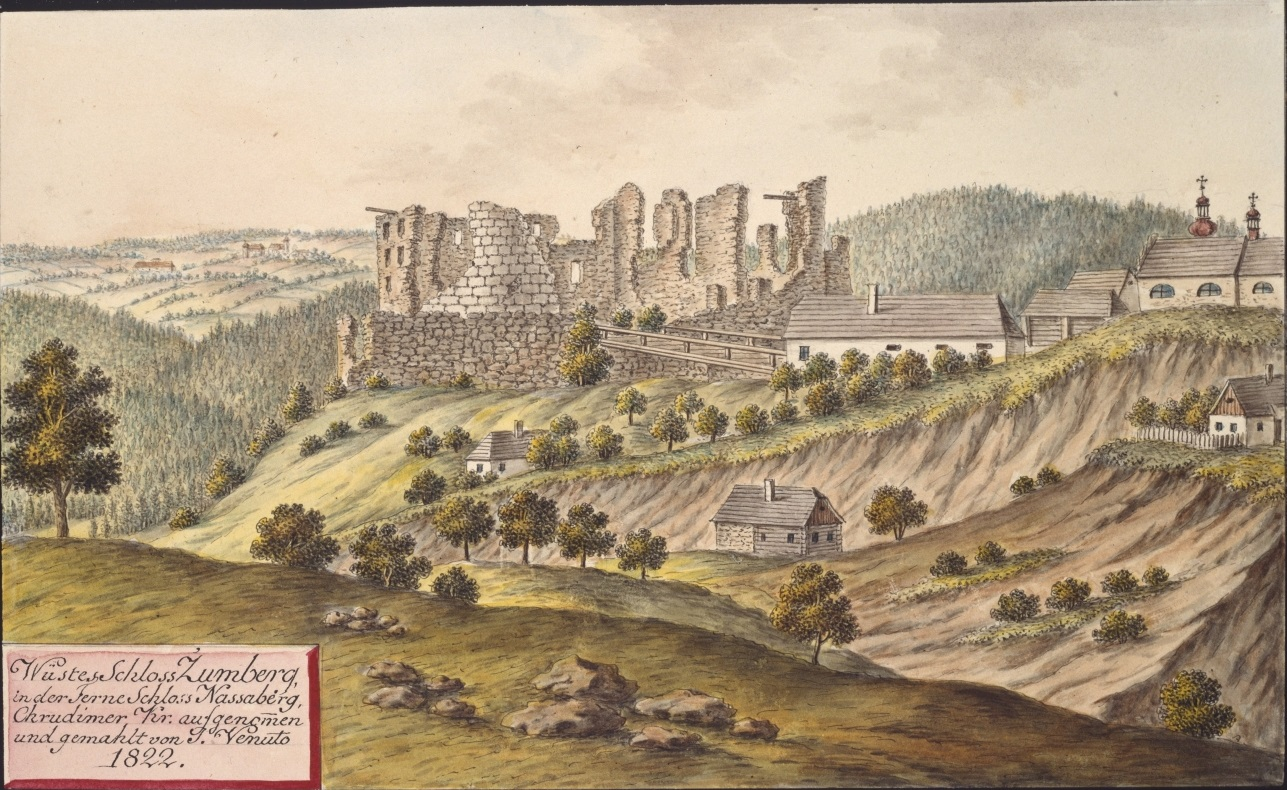
Château de Žumberk en 1822, par Joann Venuto.
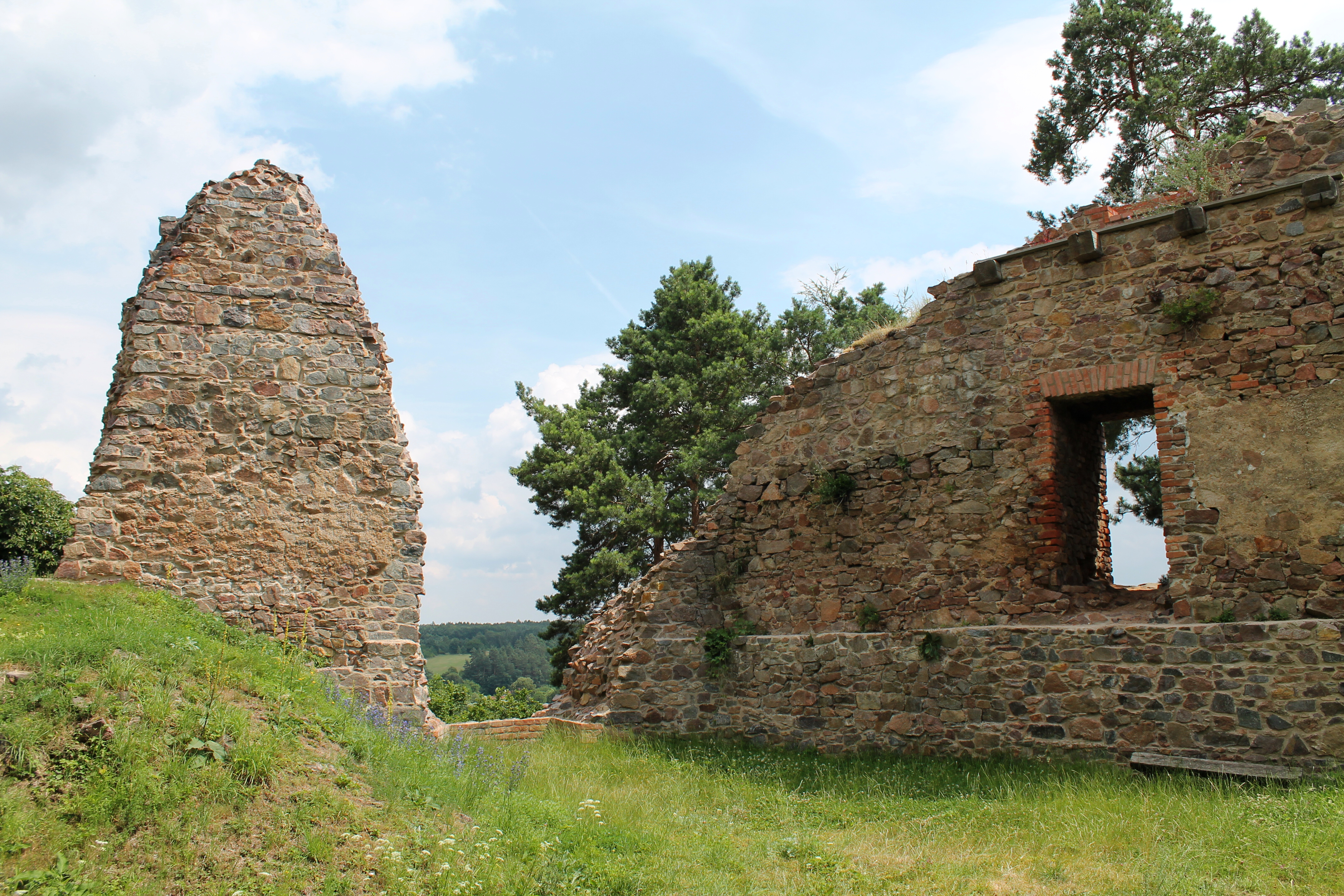
Ruines du château de Žumberk.

## Transports
Par la route, Žumberk se trouve à 8 km de Slatiňany, à 12 km de Chrudim, à 23 km de Pardubice et à 134 km de Prague. 